# Теренино (Ленинградская область)
Теренино — деревня в Ганьковском сельском поселении Тихвинского района Ленинградской области.

## История
На карте Новгородского наместничества 1792 года А. М. Вильбрехта на месте современной деревни упоминается деревня Тетерино.

ТЕРЕНИНО — деревня Куневичского общества, прихода Капецкого погоста. Река Капша. 

Крестьянских дворов — 10. Строений — 13, в том числе жилых — 11.

Число жителей по семейным спискам 1879 г.: 14 м. п., 16 ж. п.; по приходским сведениям 1879 г.: 17 м. п., 19 ж. п.

В конце XIX — начале XX века деревня административно относилась к Куневичской волости 2-го земского участка 2-го стана Тихвинского уезда Новгородской губернии.

ТЕРЕНИНО — деревня Куневичского общества, дворов — 14, жилых домов — 26, число жителей: 28 м. п., 42 ж. п. 

Занятия жителей — земледелие. Река Капша. (1910 год)

Деревня Теренино на карте 1932 года

Согласно карте Ленинградской области Северо-западного аэрогеодезического треста ГГУ издания 1932 года деревня насчитывала 6 крестьянских дворов. К северу от деревни располагалась мукомольная водяная мельница.
По данным 1933 года деревня Теренино входила в состав Ерёминогорского сельсовета Капшинского района Ленинградской области.
По данным 1966, 1973 и 1990 годов деревня Теренино также входила в состав Ерёминогорского сельсовета.
В 1997 году в деревне Теренино Ерёминогорской волости проживали 6 человек, в 2002 году — 7 человек (все русские).
В 2007 году в деревне Теренино Ганьковского СП проживали 5 человек, в 2010 году — 2.

## География
Деревня расположена в северной части района к западу от автодороги 41А-009 (Лодейное Поле — Тихвин — Чудово).
Расстояние до административного центра поселения — 16 км.
Расстояние до ближайшей железнодорожной станции Тихвин — 60 км.
Деревня находится на правом берегу реки Капша.

## Демография
| 2007 | 2010 | 2017 |
| ---- | ---- | ---- |
| 5    | ↘2   | ↗5   |

### Национальный состав
Согласно данным Всероссийской переписи населения 2021 года в деревне проживали 5 человек, все русские.